# Municipio di Porto
Il Municipio di Porto (Câmara Municipal do Porto in portoghese) è un edificio situato all'estremità superiore della Avenida dos Aliados, a Porto, in Portogallo.

## Storia
I lavori di costruzione iniziarono nel 1920 su un progetto dell'architetto Antonio Correia da Silva. Dopo varie interruzioni, l'edificio venne completato nel 1955.

## Descrizione
La struttura è alta sei piani, è interrotta da due cortili interni ed è sormontata da una torre alta 70 metri.
La facciata di granito di São Gens e  Fafe è adornata da sculture di José Sousa, Caldas ed Henrique Moreira che rappresentano attività tipiche della zona come la coltivazione della vite, l'industria e la navigazione. Di fronte all'edificio si trova una statua del poeta Almeida Garrett (1799-1854), opera dello scultore Barata Feio.